# Protuberanța mentonieră
Protuberanța mentonieră (mentală) sau eminența mentonieră (Protuberantia mentalis) este o proeminență triunghiulară, cu baza în jos, aflată anterior pe fața externă a corpului mandibulei pe linia mediană și este mărginită la unghiurile laterale de câte un tubercul - tubercul mentonier (Tuberculum mentale). Protuberanța mentală este caracteristică speciei umane. Protuberanța mentonieră și tubercul mentonier formează mentonul (bărbia).